# Coppa Italia 2024-2025 (turni eliminatori)
I turni eliminatori della Coppa Italia 2024-2025 si sono disputati tra il 3 agosto e il 26 settembre 2024. Hanno partecipato a questa prima fase della competizione 36 club suddivisi in 12 di Serie A, 20 di Serie B e 4 di Serie C; 8 di essi si sono qualificati alla fase finale, composta da 16 squadre.

## Date
| Fase              | Turno             | Data                    |                         |
| ----------------- | ----------------- | ----------------------- | ----------------------- |
| Turni eliminatori | Turno preliminare | 3-4 agosto 2024         | 3-4 agosto 2024         |
| Turni eliminatori | Trentaduesimi     | 9-10-11-12 agosto 2024  | 9-10-11-12 agosto 2024  |
| Turni eliminatori | Sedicesimi        | 24-25-26 settembre 2024 | 24-25-26 settembre 2024 |

## Squadre
| Legenda                                                                  | Legenda             | Legenda                       | Legenda |
| ------------------------------------------------------------------------ | ------------------- | ----------------------------- | ------- |
| I club con numero di tabellone 1-8 sono già qualificati alla fase finale |                     |                               |         |
| I club vincitori dei sedicesimi avanzano alla fase finale                |                     |                               |         |
| I club sconfitti nel turno preliminare,                                  | nei trentaduesimi e | nei sedicesimi sono eliminati |         |

| Squadre    | Rank    |
| Serie A    | Serie A |
| ---------- | ------- |
| Juventus   | 1       |
| Inter      | 2       |
| Milan      | 3       |
| Atalanta   | 4       |
| Bologna    | 5       |
| Roma       | 6       |
| Lazio      | 7       |
| Fiorentina | 8       |

| Squadre     | Rank    |
| Serie A     | Serie A |
| ----------- | ------- |
| Torino      | 9       |
| Napoli      | 10      |
| Genoa       | 11      |
| Monza       | 12      |
| Verona      | 13      |
| Lecce       | 14      |
| Udinese     | 15      |
| Cagliari    | 16      |
| Empoli      | 17      |
| Parma       | 18      |
| Como        | 19      |
| Venezia     | 20      |
| Serie B     |         |
| Frosinone   | 21      |
| Sassuolo    | 22      |
| Salernitana | 23      |
| Cremonese   | 24      |

| Squadre    | Rank    |
| Serie B    | Serie B |
| ---------- | ------- |
| Catanzaro  | 25      |
| Palermo    | 26      |
| Sampdoria  | 27      |
| Brescia    | 28      |
| Cosenza    | 29      |
| Modena     | 30      |
| Reggiana   | 31      |
| Südtirol   | 32      |
| Pisa       | 33      |
| Cittadella | 34      |
| Spezia     | 35      |
| Bari       | 36      |

| Squadre     | Rank    |
| Serie B     | Serie B |
| ----------- | ------- |
| Cesena      | 37      |
| Mantova     | 38      |
| Juve Stabia | 39      |
| Carrarese   | 40      |
| Serie C     |         |
| Padova      | 41      |
| Torres      | 42      |
| Avellino    | 43      |
| Catania     | 44      |

## Tabellone
|  | Turno preliminare | Turno preliminare | Turno preliminare |  |  | Trentaduesimi | Trentaduesimi     | Trentaduesimi |  |    | Sedicesimi      | Sedicesimi | Sedicesimi |
|  |                   |                   |                   |  |  |               |                   |               |  |    |                 |            |            |
|  | 40                | Carrarese         | 2                 |  |  | 16            | Cagliari          | 3             |  |    |                 |            |            |
|  | 44                | Catania           | 1                 |  |  | 40            | Carrarese         | 1             |  |    | 16              | Cagliari   | 1          |
|  |                   |                   |                   |  |  | 24            | Cremonese (dtr)   | 1 (5)         |  | 24 | Cremonese       | 0          |            |
|  |                   |                   |                   |  |  | 36            | Bari              | 1 (4)         |  |    |                 |            |            |
|  |                   |                   |                   |  |  |               |                   |               |  |    |                 |            |            |
|  |                   |                   |                   |  |  | 9             | Torino            | 2             |  |    |                 |            |            |
|  |                   |                   |                   |  |  | 29            | Cosenza           | 0             |  |    | 9               | Torino     | 1          |
|  |                   |                   |                   |  |  | 17            | Empoli            | 4             |  | 17 | Empoli          | 2          |            |
|  |                   |                   |                   |  |  | 25            | Catanzaro         | 1             |  |    |                 |            |            |
|  |                   |                   |                   |  |  |               |                   |               |  |    |                 |            |            |
|  |                   |                   |                   |  |  | 12            | Monza (dtr)       | 0 (9)         |  |    |                 |            |            |
|  |                   |                   |                   |  |  | 32            | Südtirol          | 0 (8)         |  |    | 12              | Monza      | 3          |
|  |                   |                   |                   |  |  | 28            | Brescia           | 3             |  | 28 | Brescia         | 1          |            |
|  |                   |                   |                   |  |  | 20            | Venezia           | 1             |  |    |                 |            |            |
|  |                   |                   |                   |  |  |               |                   |               |  |    |                 |            |            |
|  |                   |                   |                   |  |  | 21            | Frosinone         | 0             |  |    |                 |            |            |
|  |                   |                   |                   |  |  | 33            | Pisa              | 3             |  |    | 33              | Pisa       | 0          |
|  | 37                | Cesena            | 3                 |  |  | 13            | Verona            | 1             |  | 37 | Cesena          | 1          |            |
|  | 41                | Padova            | 1                 |  |  | 37            | Cesena            | 2             |  |    |                 |            |            |
|  |                   |                   |                   |  |  |               |                   |               |  |    |                 |            |            |
|  | 42                | Torres            | 1                 |  |  | 14            | Lecce             | 2             |  |    |                 |            |            |
|  | 38                | Mantova           | 2                 |  |  | 38            | Mantova           | 1             |  |    | 14              | Lecce      | 0          |
|  |                   |                   |                   |  |  | 22            | Sassuolo          | 2             |  | 22 | Sassuolo        | 2          |            |
|  |                   |                   |                   |  |  | 34            | Cittadella        | 1             |  |    |                 |            |            |
|  |                   |                   |                   |  |  |               |                   |               |  |    |                 |            |            |
|  |                   |                   |                   |  |  | 11            | Genoa             | 1             |  |    |                 |            |            |
|  |                   |                   |                   |  |  | 31            | Reggiana          | 0             |  |    | 11              | Genoa      | 1 (5)      |
|  |                   |                   |                   |  |  | 27            | Sampdoria (dtr)   | 1 (4)         |  | 27 | Sampdoria (dtr) | 1 (6)      |            |
|  |                   |                   |                   |  |  | 19            | Como              | 1 (3)         |  |    |                 |            |            |
|  |                   |                   |                   |  |  |               |                   |               |  |    |                 |            |            |
|  |                   |                   |                   |  |  | 10            | Napoli (dtr)      | 0 (4)         |  |    |                 |            |            |
|  |                   |                   |                   |  |  | 30            | Modena            | 0 (3)         |  |    | 10              | Napoli     | 5          |
|  |                   |                   |                   |  |  | 18            | Parma             | 0             |  | 26 | Palermo         | 0          |            |
|  |                   |                   |                   |  |  | 26            | Palermo           | 1             |  |    |                 |            |            |
|  |                   |                   |                   |  |  |               |                   |               |  |    |                 |            |            |
|  |                   |                   |                   |  |  | 23            | Salernitana (dtr) | 3 (5)         |  |    |                 |            |            |
|  |                   |                   |                   |  |  | 35            | Spezia            | 3 (4)         |  |    | 15              | Udinese    | 3          |
|  | 43                | Avellino          | 3                 |  |  | 15            | Udinese           | 4             |  | 23 | Salernitana     | 1          |            |
|  | 39                | Juve Stabia       | 1                 |  |  | 43            | Avellino          | 0             |  |    |                 |            |            |
|  |                   |                   |                   |  |  |               |                   |               |  |    |                 |            |            |

## Turno preliminare

### Tabellini
| Arbitro: | Calzavara (Varese) |

|                         |           |             |
| Cherubini 46’ Cerri 89’ | Marcatori | 54’ Popovic |

| Arbitro: | Zanotti (Rimini) |

|             |           |                        |
| Goglino 74’ | Marcatori | 16’ Trimboli 23’ Fiori |

| Arbitro: | De Angeli (Milano) |

|                                       |           |                |
| Kargbo 9’ Shpendi 38’ Francesconi 86’ | Marcatori | 73’ Bortolussi |

| Arbitro: | Lovison (Padova) |

|                                   |           |             |
| Tribuzzi 2’, 66’ Frascatore 45+1’ | Marcatori | 21’ Piscopo |

### Risultati
| Squadra 1 | Risultato | Squadra 2   |
| --------- | --------- | ----------- |
| Carrarese | 2 - 1     | Catania     |
| Cesena    | 3 - 1     | Padova      |
| Torres    | 1 - 2     | Mantova     |
| Avellino  | 3 - 1     | Juve Stabia |

Note
1. 1 2  Inversione di campo rispetto all'esito del sorteggio.

## Trentaduesimi

### Tabellini
| Arbitro: | Prontera (Bologna) |

|                              |           |             |
| Mulattieri 45’ Laurienté 58’ | Marcatori | 48’ Baldini |

| Arbitro: | Scatena (Avezzano) |

|                                                    |           |  |
| Brenner 41’ Thauvin 50’ (rig.) Lucca 58’ Davis 87’ | Marcatori |  |

| Arbitro: | Di Marco (Ciampino) |

|             |           |  |
| Messias 65’ | Marcatori |  |

| Arbitro: | Cosso (Reggio Calabria) |

|                                                                     |                      |                                                                         |
| Caprari Mota Sensi Caldirola Marić Pereira Kyriakopoulos Bondo Izzo | Tiri di rigore 9 – 8 | Merkaj Molina Kurtić Arrigoni Crespi Masiello Davi Ceppitelli Praszelik |

| Arbitro: | Galipò (Firenze) |

|                                                        |                      |                                                  |
| De Luca 68’                                            | Marcatori            | 80’ Manzari                                      |
| De Luca Vázquez Sernicola Barbieri Collocolo Bonazzoli | Tiri di rigore 5 – 4 | Benali Vicari Sibilli Manzari Novakovich Oliveri |

| Arbitro: | Crezzini (Siena) |

|               |           |                        |
| Tengstedt 75’ | Marcatori | 44’ Kargbo 49’ Shpendi |

| Arbitro: | Arena (Torre del Greco) |

|                                            |           |            |
| Fazzini 8’, 90+3’ Colombo 48’ Esposito 56’ | Marcatori | 13’ Bonini |

| Arbitro: | Bonacina (Bergamo) |

|                                                   |                      |                                           |
| Di Lorenzo Cheddira Ngonge Simeone K'varatskhelia | Tiri di rigore 4 – 3 | Palumbo Magnino Battistella Bozhanaj Zaro |

| Arbitro: | Ferrieri Caputi (Livorno) |

|                             |           |           |
| Borrelli 14’ Olzer 46’, 82’ | Marcatori | 89’ Idzes |

| Arbitro: | Perenzoni (Rovereto) |

|  |           |               |
|  | Marcatori | 45+2’ Insigne |

| Arbitro: | Collu (Cagliari) |

|                                          |                      |                                            |
| Iōannou 37’                              | Marcatori            | 44’ Cutrone                                |
| Vieira Benedetti Meulensteen Coda Tutino | Tiri di rigore 4 – 3 | Da Cunha Verdi Braunöder Baselli Strefezza |

| Arbitro: | Ghersini (Genova) |

|                                |           |  |
| Camporese 1’ (aut.) Zapata 84’ | Marcatori |  |

| Arbitro: | Fourneau (Roma 1) |

|  |           |                                    |
|  | Marcatori | 28’ Tramoni 44’ Bonfanti 89’ Arena |

| Arbitro: | Perri (Roma 1) |

|                         |           |                |
| Gaspar 14’ Krstović 86’ | Marcatori | 73’ Bragantini |

| Arbitro: | Rutella (Enna) |

|                                  |                      |                                               |
| Kallon 53’ Dia 68’ (rig.), 90+3’ | Marcatori            | 43’ Candelari 45’, 56’ Soleri                 |
| Dia Kallon Simy Bronn Bradarić   | Tiri di rigore 5 – 4 | Di Serio Hristov Nagy S. Esposito P. Esposito |

| Arbitro: | Pezzuto (Lecce) |

|                            |           |            |
| Piccoli 33’, 41’ Prati 71’ | Marcatori | 55’ Panico |

### Risultati
| Squadra 1   | Risultato       | Squadra 2  |
| ----------- | --------------- | ---------- |
| Cagliari    | 3 - 1           | Carrarese  |
| Cremonese   | 1 - 1 (5-4 dtr) | Bari       |
| Torino      | 2 - 0           | Cosenza    |
| Empoli      | 4 - 1           | Catanzaro  |
| Monza       | 0 - 0 (9-8 dtr) | Südtirol   |
| Brescia     | 3 - 1           | Venezia    |
| Frosinone   | 0 - 3           | Pisa       |
| Verona      | 1 - 2           | Cesena     |
| Lecce       | 2 - 1           | Mantova    |
| Sassuolo    | 2 - 1           | Cittadella |
| Genoa       | 1 - 0           | Reggiana   |
| Sampdoria   | 1 - 1 (4-3 dtr) | Como       |
| Napoli      | 0 - 0 (4-3 dtr) | Modena     |
| Parma       | 0 - 1           | Palermo    |
| Salernitana | 3 - 3 (5-4 dtr) | Spezia     |
| Udinese     | 4 - 0           | Avellino   |

Note
1. 1 2  Inversione di campo rispetto all'esito del sorteggio.

## Sedicesimi

### Tabellini
| Arbitro: | Perenzoni (Rovereto) |

|  |           |                              |
|  | Marcatori | 13’ Muharemović 79’ D'Andrea |

| Arbitro: | Bonacina (Bergamo) |

|              |           |  |
| Lapadula 60’ | Marcatori |  |

| Arbitro: | Ghersini (Genova) |

|           |           |                    |
| Adams 74’ | Marcatori | 30’ Ekong 90’ Haas |

| Arbitro: | Rutella (Enna) |

|  |           |           |
|  | Marcatori | 54’ Celia |

| Arbitro: | Cosso (Reggio Calabria) |

|                                            |           |          |
| Bijol 20’ Lucca 44’ (rig.) Ekkelenkamp 47’ | Marcatori | 25’ Simy |

| Arbitro: | La Penna (Roma 1) |

|                                                        |                      |                                                             |
| Pinamonti 9’                                           | Marcatori            | 83’ Borini                                                  |
| Miretti Bani Bohinen Vásquez Vogliacco Frendrup Zanoli | Tiri di rigore 5 – 6 | Borini Bereszyński Benedetti Depaoli Tutino Sekulov Barreca |

| Arbitro: | Dionisi (L'Aquila) |

|                                          |           |            |
| Kyriakopoulos 5’ Pessina 11’ Caprari 40’ | Marcatori | 68’ Nuamah |

| Arbitro: | Collu (Cagliari) |

|                                                  |           |  |
| Ngonge 7’, 12’ Jesus 42’ Neres 70’ McTominay 77’ | Marcatori |  |

### Risultati
| Squadra 1 | Risultato       | Squadra 2   |
| --------- | --------------- | ----------- |
| Cagliari  | 1 - 0           | Cremonese   |
| Torino    | 1 - 2           | Empoli      |
| Monza     | 3 - 1           | Brescia     |
| Pisa      | 0 - 1           | Cesena      |
| Lecce     | 0 - 2           | Sassuolo    |
| Genoa     | 1 - 1 (5-6 dtr) | Sampdoria   |
| Napoli    | 5 - 0           | Palermo     |
| Udinese   | 3 - 1           | Salernitana |